# كون فولي
كون فولي (بالإنجليزية: Con Foley) هو لاعب اتحاد الرغبي أسترالي، ولد في 19 سبتمبر 1992 في بريزبان في أستراليا.

## وصلات خارجية
- كون فولي على موقع أوليمبيديا (الإنجليزية)
- كون فولي على موقع اللجنة الأولمبية الأسترالية (الإنجليزية)
- كون فولي على موقع اتحاد ألعاب الكومنولث (مؤرشف) (الإنجليزية)